# 華僑華人
華僑華人（英語：或），包括華僑和華人两个概念。其中，华侨一詞普遍作為寄居海外中国人的稱謂。後指僑居海外，具中华民国国籍或中华人民共和国国籍的公民。华裔指华侨华人的后代，具有侨居国国籍。
关于海外华人一词，在中国大陆方面，根据《中华人民共和国出境入境管理法》，定居境外的华侨应当注销户口，而当华侨加入或取得住在国国籍后，就丧失了中华人民共和国国籍，就成为外籍华人，也称海外华人，简称华人，在不强调国籍或法律内涵的情况下，华侨、华人有时候会混用，或使用“华侨华人”之综合称谓。在台湾方面，因中华民国法律不否认双重国籍，因此中華民國國民加入或取得住在国国籍仍可保留中华民国国籍，被视为华侨或台侨。中華民國僑務委員會以「中性包容」為由於2018年在行政規定中開始使用“僑民”來取代“華僑”一詞，但表示與傳統僑社來住時仍維持「華僑」稱呼。中華民國僑務委員會對海外華人的定義為「兩岸三地以外之所有旅居海外的華人（包含第一代移民及其後代）」。
中國移民史可以上溯到2000多年以前。明清两朝执行“海禁”，出洋谋生被视为非法的行为，因此海外移民被朝廷冠以“逃民”、“罪民”等的消极形象，并不存在真正意义上的华侨。洋务运动之后，清政府对华侨的态度开始转变。中华民国在创立过程中，得到海外华侨的鼎力相助和支持，此后华侨的地位及形象出现了根本性的改变。文化大革命時期，中國大陸有海外關系的人不被信任，又被冠以「特務」、「裡通外合」等罪名，也挫傷了海外華僑華人，受到各種歧視、打擊和迫害。撥亂反正後，再度為中國的發展做出重大貢獻，在人數、文化、政經關係、社會地位均由所恢復提升。
鸦片战争前夕，移居国外的中国人达到100万人以上。到20世纪30年代，移居国外的中国人已达1,000万人左右。到1949年中华人民共和国成立时，移居国外的中国人达到1300多万。目前，海外华侨、华人已达数千万人，其中华侨约占10%、外籍华人约占90%，分布在五大洲160多个国家和地区，以东南亚和欧美居多。

## 定義
“华”是中国的古称，“华人”在20世纪以前特指漢族，20世纪以后，在狹義上指漢族，廣義则包括在文化上與漢族文化具有一體性的人。近代开始，華人、華僑拥有了法律定义，与“中国人”的含义也有所区别。到1980年代，有將移民中國邻国的少数民族称为“少数民族华侨华人”，有學者統計，约570万少数民族华侨华人目前生活在中国以外的国家和地区。

### 华侨
“侨”是寄居、客居之意。1878年，清驻美使臣陈兰彬在奏章中把寓居国外的中国人称为“侨民”。1883年郑观应在给李鸿章的奏章中使用了“华侨”一词。1904年，清政府外务部在一份奏请在海外设置领事馆的折子里提到“在海外设领，经费支出无多，而华侨受益甚大。”此后，“华侨”一词就普遍作为寄居海外的中国人尤其是东南亚的中国移民及其后裔的称谓了。

### 華人

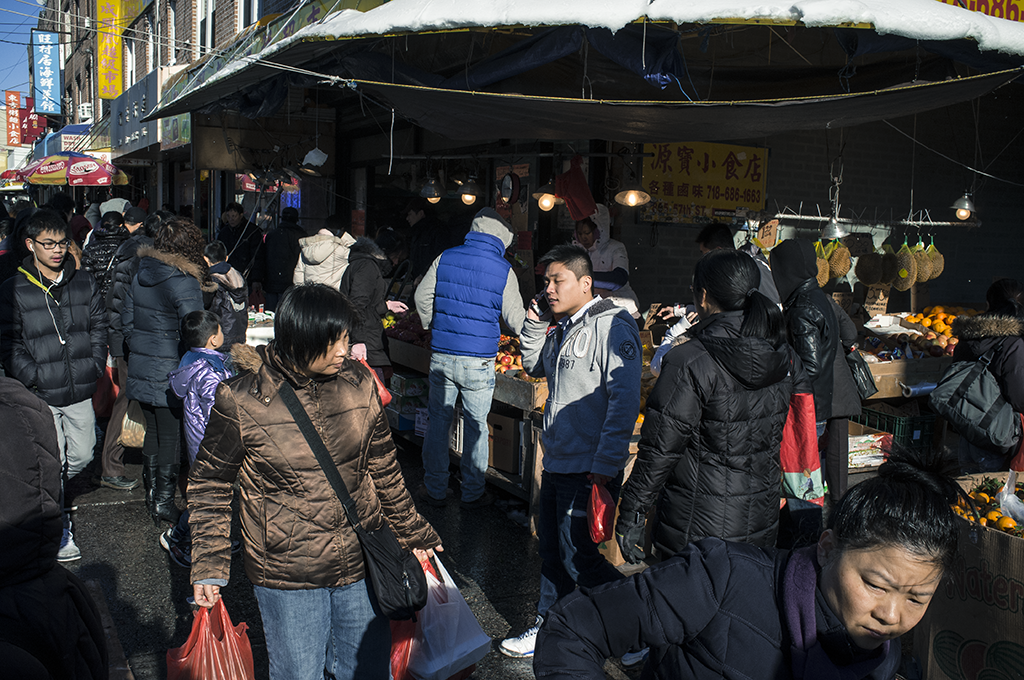
纽约布鲁克林华埠

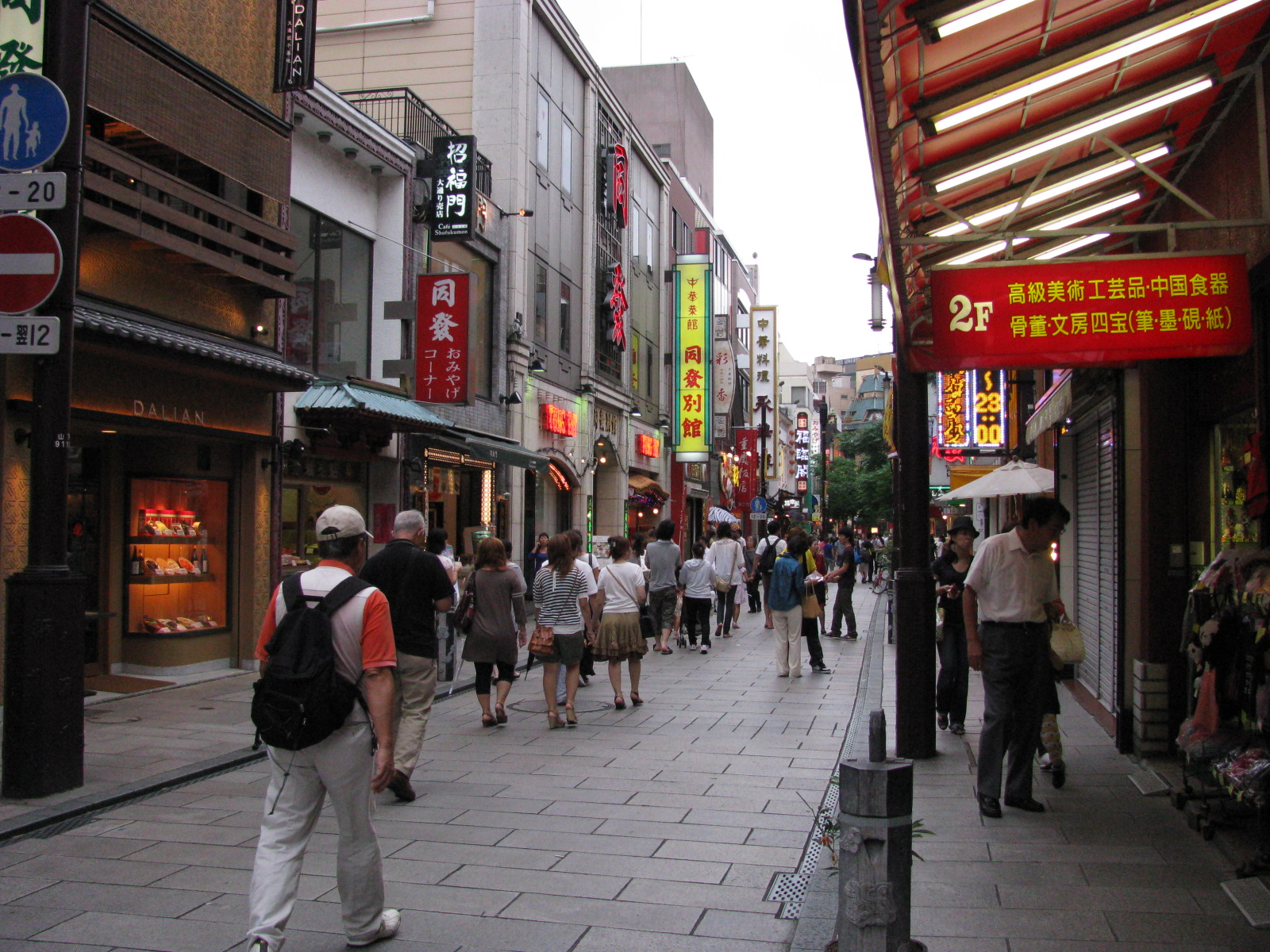
日本横濱华埠

華人除了泛指具有中华民族血统的人士之外，还特指旅居海外不具有中國國籍（清朝國籍、中华民国国籍或中华人民共和国国籍）的华裔，也称外籍华人或海外华人，例如印尼华人、泰國华人、馬來西亞华人、美國华人、加拿大华人、澳大利亚华人等。华裔（英语：Overseas Chinese Descendants）指華人或者華侨在海外（非祖籍國）出生的后代。

## 認定
根据中华民国《華僑身分證明條例施行細則》，华侨身分需满足的条件是：
1. 僑居國外，指居住於臺灣地區、大陸地區、香港及澳門[48]以外之國家或地區。
2. 具有中華民國國民身分或華裔證明文件[32]。

根据《中华人民共和国归侨侨眷权益保护法》，華僑指定居在国外的中国公民。根據《关于界定华侨外籍华人归侨侨眷身份的规定》具体指：
1. 定居国外，已取得住在国长期或永久居留权，并已在住在国连续居留两年，两年内累计居留不少于18个月；或尚未取得住在国长期或永久居留权，但已取得住在国连续5年以上（含5年）合法居留资格，5年内在住在国累计居留不少于30个月。
2. 中国公民，未加入外籍，仍保留中华人民共和国国籍，受到中国法律保护、制约。
3. 華僑的範疇不包括因公务出国、公派或自费留學生、外派劳务人員。[49]

中華民國國籍法採用血統主義，其生父或母存歿時，擁有中華民國國籍，其子女得為認可擁有。因此，中華民國國民（无论是否具有外國國籍）在海外所生子女，一律具有中华民國國籍，也被称为海外华侨。
中華人民共和國國籍法不允許中國公民拥有雙重或多重國籍。若大陆居民或取得外國國籍，即自动丧失中國國籍，被称为“外籍華人”，其法定身份已是外國人，受居住國法律保护。根据《中华人民共和国归侨侨眷权益保护法》，華裔是指外籍华人或中国公民的外国籍后裔。而港澳居民取得外國國籍，但如果未申請退出中國國籍，將仍然被視為中國公民，其外國國籍在港澳地區不被承認，不能因此獲得所屬外國政府領事保護權。
中国政府认定华人华侨时不区分民族，侨居海外的少数民族被称为“少数民族海外侨胞”，但跨境民族不在此列。

## 历史

### 古代
中国移民史可以上溯到2000多年以前。据历史记载，汉朝日南郡朱吾县居民不满县吏苛政，逃至屈都昆（今马来西亚登嘉楼）。唐朝贞观年间，僧人孟怀业到佛逝国取经，后留恋佛逝不回故乡。五代时苏门答腊就有中国人耕种，其中巨港华人最多。他们是黄巢起义失败后逃亡至苏门答腊的华侨。宋嘉佑年间，安南虏走大批中国人到安南。中世纪时，有三名中國婦女在東歐定居，並與阿什肯納茲猶太人結婚。
元朝航海家汪大渊所著《岛夷志略》记载单马锡有華僑定居。唐人到真腊国居住经商会娶真腊女子为妻。洪武三十年（1397年），時旅居三佛齊的華僑一千多人擁戴廣東南海人梁道明爲三佛齊国王。嘉靖年间，潮州江洋大盗林道乾聚集二千余人攻占北大年，因助暹罗王破安南，受暹罗王嘉奖，赐其女与之成婚。
清雍正年间，广东澄海华富里（今汕头市澄海区上华镇）人郑达，南渡暹罗，其子郑昭为暹罗王。婆罗洲戴燕国王吴元盛、昆甸国王罗大均是广东嘉应人。乾隆年间華人羅芳伯在婆羅洲島上（今加里曼丹西部）成立了「蘭芳共和國」。

### 清朝中後期

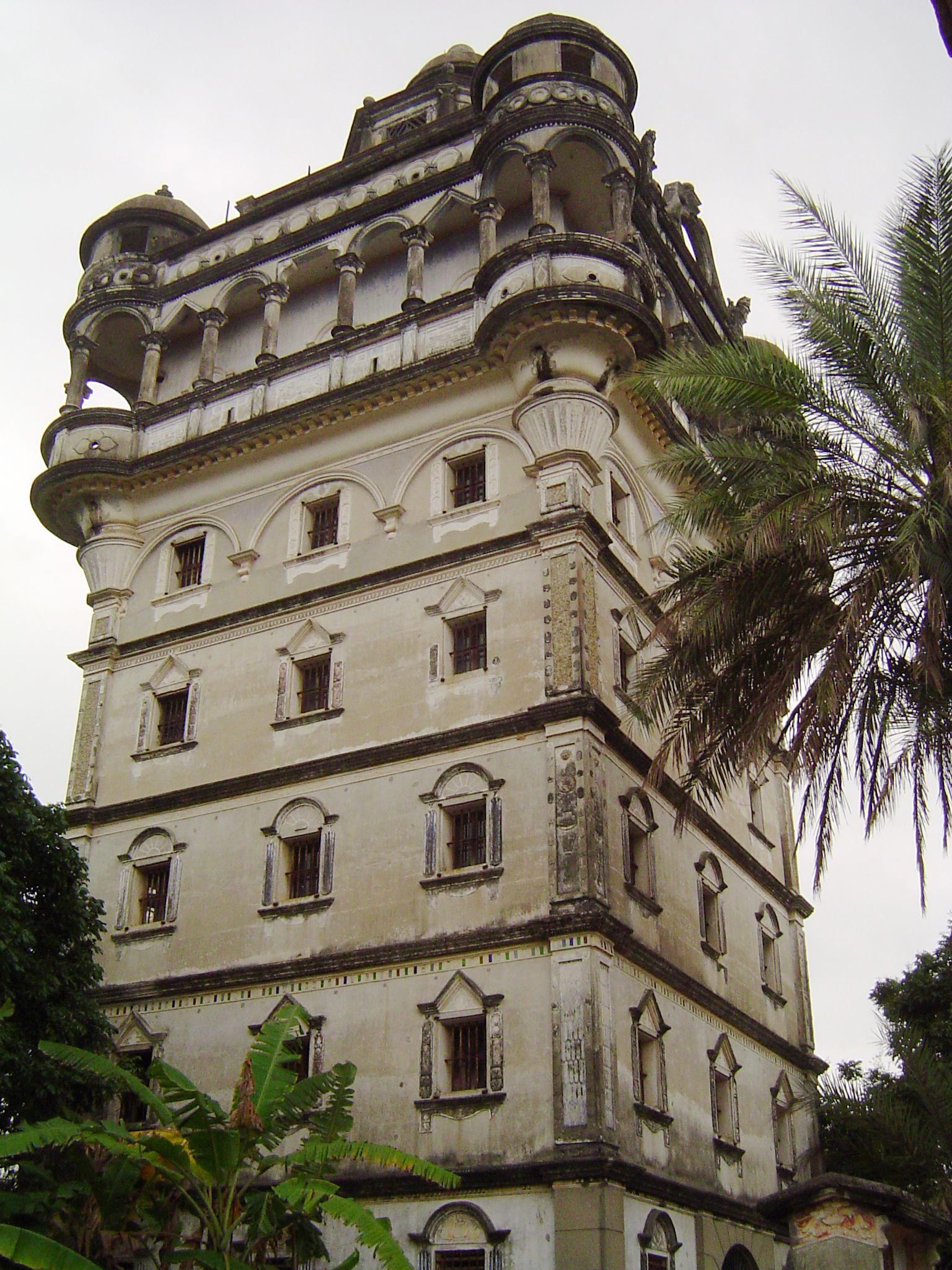
開平碉樓為旅美和旅加華工衣錦還鄉後出資興建，是該時期華工的歷史見證

第二次鸦片战争后，清朝的国门被迫打开，加上航运也比古代提高了不少，华人人口开始较大规模地迁徙到世界各地。清代錢莊為長途匯款的便利，需要派駐職員長居海外。19世纪，華人開始移居东南亚從事金融貿易生意。越南的移民被稱為明鄉（Minh Hương）或華（Hoa）及不同名稱。新加坡最古老的华人墓葬能追溯到1833年，此时华人只占小部分。在康雍乾年間的福建與廣東的華裔移民主要是做金融貿易生意為主。由於失業率上昇，勞動力過剩，不少廣東和福建的失業人口遠赴海外謀生，當中廣東四邑人多選擇移居印度、英國、美國、加拿大、澳洲、紐西蘭等地。
廣東土客衝突時期，很多廣東人更成為了契約華工，被賣到美洲的秘魯、巴拿馬、墨西哥、古巴一带。淘金熱時期，有人被卖往北美洲、南美洲、大洋洲、南非等地從事危險的工作，如開採金礦與鐵路工程等。根据记载，被卖往中美洲的契約華工死亡人数逾半数以上，当中許多人被骗，契約到期也不得回家。在這段時期，成功變得富有的契約華工僅為少數，例如廣東的開平碉樓便是契約華工衣錦還鄉出資興建。
1912年中華民國成立以前，定居在海外的漢族，在书籍上多以“唐人”的名稱出现。中华民国成立后，始用“華人”、“華僑”或“海外華人”等。在海外一直以來以均稱為唐人，在官話上则称为华人，一些華埠的正式名稱為唐人街。遷移海外福建人和广东人因为语言不通，难以交談良久，遂皆需倚靠各自的会馆和语言群來生存。

### 中華民國
辛亥革命成功依靠大量海外華人支持。中華民國《國籍法》接受双重國籍身分，將華裔定義为只要血統上具有華人血緣者，皆為華裔，接受海外華人入籍為中華民國國民，造成了印尼華人國籍問題。

### 中華人民共和國
1955年，首任中华人民共和国国务院总理周恩来在参加第一届亚非会议（万隆会议）期间，中国和印度尼西亚签订了《中华人民共和国和印度尼西亚共和国关于双重国籍问题的条约》以期解决印尼華人國籍問題，条约容许持有双重国籍的华人，在条约签署后20年内，成年时选择印尼国籍或中国国籍。1980年頒佈的《中華人民共和國國籍法》規定，中华人民共和国不承认中国公民具有双重国籍。1984年起香港前途問題引發香港移民潮。1989年的天安門事件也引發了移民潮。移民潮在1997年香港特別行政區成立之後逐漸平息，而不少移民外國的香港人已回流香港。許多香港原居民和香港人為了改善生活而移居至英國、荷蘭等国。

## 數量及分布

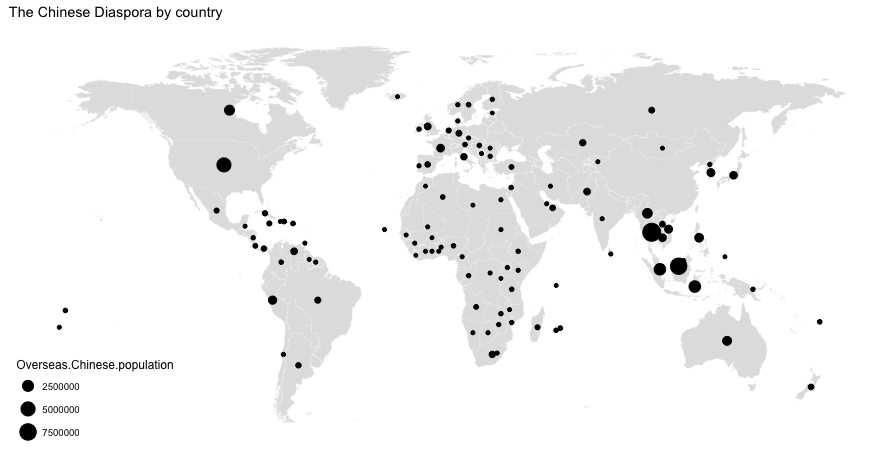
海外各地華裔人口數量分佈

目前的海外華人主要生活於东南亚、欧洲、北美地区。东南亚因邻近中国，就成为中国移民的目的地。當地為相對多數民族的新加坡及在當地為相對少數民族的馬來西亞、泰國、菲律賓、印度尼西亞與越南。這些地區的海外華人，又被称为南洋华侨、南侨，主要来自中国的福建與廣東。目前华侨约占10%、各國籍华人约占90%，分布在五大洲160多个国家和地区。其中，东南亚华人约占总数的50%，其次是美洲14.4%，欧洲4.1%，大洋洲1.7%，东亚0.3%，非洲0.3%。中華人民共和國的《世界侨情报告(2020)》蓝皮书稱，定居美国的华侨华人数量达508万，日本华侨华人数量突破100万。意大利华侨华人数量持续上升，尤以浙江籍侨胞为多。截止到2018年意大利有华侨华人约30万，西班牙华人约19万。而在2018年有约7000华侨领到了德国签发的“欧盟蓝卡”。
晚清至民国时期，中国移民主要是前往東南亞和北美地区。1940年代海外華僑有1,100萬人，其中100萬分散在歐美各洲，有1,000萬分散在南洋群島，而這1,000萬人中，約有六七百萬是廣東人，假定廣東以3,000萬人口計算，每五個人中就有一個是華僑；惟而今海外华人总数约为五千万人。
中华人民共和国初期，人口尚可自由流动。其后，人口流动停滞。随着改革开放，自1980年代起，普通民众移民机会增多。隨著中國人的收入、教育程度資加，技術移民人數也開始增加，除了歐洲和北美洲，華人人口稀少的澳大利亞、紐西蘭也成了今天的熱門移民地，文化相對近且經濟發展的東南亞也有部分移民。而前往遙遠非洲、南美洲（如巴西）的也在有所增多。

### 統計數據
| 洲/國家          | 當地對海外華人的稱呼            | 海外華人人口                    | 佔當地人口比例     | 佔全球海外華人比例 |
| ---------------- | ------------------------------- | ------------------------------- | ------------------ | ------------------ |
| 亞洲             |                                 | 30,000,000 (2013)               |                    |                    |
| 泰國             | 泰國華人                        | 696~836萬 (2019)                | 10~12%             |                    |
| 马来西亚         | 馬來西亞華人                    | 6,900,000 (2020)                | 23.2%              |                    |
| 印度尼西亞       | 印尼華人                        | 2,832,510 (2010)                | 1.2%               |                    |
| 新加坡           | 新加坡華人 居住新加坡的中國國民 | 2,571,000 (2015) 451,481 (2019) | 76.2% 沒有可用數據 |                    |
| 菲律賓           | 菲律賓華人                      | 1,500,000 (2014)                | 1.5%               |                    |
| 緬甸             | 緬甸華人、果敢族                | 1,220,000 (2014)                | 2.3%               |                    |
|                  | 朝鲜半岛华人                    | 1,075,566 (2018)                | 2.1%               |                    |
| 日本             | 日本華人                        | 813,675 (2020.3)                | 0.7%               | --                 |
| 蒙古国           | 蒙古華人                        | 11,323                          | 0.4%               |                    |
|                  | 朝鲜半岛华人                    | 50,000 (2003)                   | 0.2%               |                    |
| 越南             | 越南華人、明乡人                | 1,030,000 (2014)                | 1.1%               |                    |
| 柬埔寨           | 柬埔寨華人                      | 150,000 (2003)                  | 1.2%               |                    |
|                  | 汶萊華人                        | 48,523 (2021)                   | 10.3%              |                    |
|                  | 老撾華人                        | 50,000 (2003)                   | 1%                 |                    |
| 以色列           | 以色列華人                      | 23,000                          | 0.3%               |                    |
| 巴基斯坦         | 巴基斯坦華人                    | --                              | --                 | --                 |
| 印度             | 華裔印度人                      | 5,000                           |                    |                    |
| 东帝汶           | 东帝汶華人                      | -                               | 2％                | -                  |
| 美洲             |                                 | 7,500,000 (2011)                |                    |                    |
| 美国             | 華裔美國人 / 美籍华人           | 5,143,982 (2018)                | 1.5%               |                    |
| 加拿大           | 加拿大籍華人                    | 1,769,195 (2016)                | 5%                 |                    |
| 巴西             | 巴西華人                        | 300,000 (2014)                  | 0.1%               |                    |
| 秘魯             | 秘魯華人                        | 990,000 (2014)                  | 3.3%               |                    |
| 巴拿马           | 巴拿馬華人                      | 135,000 (2016)                  | 3.3%               |                    |
| 阿根廷           | 阿根廷華人                      | 120,000                         | 0.16%              |                    |
| 尼加拉瓜         | 尼加拉瓜華人                    | 12,000                          | --                 | --                 |
| 牙买加           | 牙買加華人                      | 10,000 (2004)                   | 0.3%               |                    |
|                  | 華裔貝里斯人                    | 700 (2011)                      | 0.005%             |                    |
| 古巴             | 古巴華人                        | 500                             | --                 | --                 |
| 波多黎各         | 波多黎各華人                    | --                              | --                 | --                 |
| 苏里南           | 蘇利南華人                      | --                              | 2.3%               | --                 |
| 智利             | 智利華人                        | --                              | --                 | --                 |
| 墨西哥           | 華裔墨西哥人                    | --                              | --                 | --                 |
| 特立尼达和多巴哥 | 特立尼达和多巴哥华人            | --                              | --                 | --                 |
|                  | 哥斯达黎加华人                  | 9,000 (2008)                    | --                 | --                 |
|                  | 多明尼加華人                    | 50,000 (2010)                   | --                 | --                 |
|                  | 蓋亞那華人                      | --                              | --                 |                    |
| 歐洲             |                                 | 2,150,000 (2011)                |                    |                    |
| 法國             | 法國華人                        | 600,000 (2018)                  | 1%                 |                    |
| 俄羅斯           | 俄羅斯華人、東干族、塔兹族      | 490,000 (2014)                  | 0.3%               |                    |
| 英国             | 英籍華人                        | 460,000 (2014)                  | 0.7%               |                    |
| 義大利           | 義大利華人                      | 288,923 (2020)                  | 0.5%               |                    |
| 德国             | 華裔德國人                      | 212,000 (2015)                  | 0.25%              |                    |
| 西班牙           | 西班牙華人                      | 197,704 (2021)                  | 0.4%               |                    |
| 爱尔兰           | 愛爾蘭華人                      | 16,533 (2006)                   | 0.39%              |                    |
| 奥地利           | 奧地利華人                      | 25,000 (2008)                   |                    |                    |
| 荷蘭             | 荷蘭華人                        | 44,713 (2006)                   | 0.7%               |                    |
| 盧森堡           | 卢森堡华人                      | 700 (2015)                      | 0.01%              |                    |
| 希腊             | 希腊华人                        | 20,000-25,000 (2024)            |                    |                    |
| 羅馬尼亞         | 羅馬尼亞華人                    | 2,249                           | --                 | --                 |
| 塞爾維亞         | 塞爾維亞華人                    | --                              | --                 | --                 |
| 保加利亚         | 保加利亞華人                    | --                              | --                 | --                 |
| 葡萄牙           | 葡萄牙華人                      | --                              | --                 | --                 |
| 瑞典             | 瑞典华人                        | 33,548 (2017)                   | 0.33%              |                    |
| 丹麦             | 丹麥華人                        | 12,000 (2018)                   |                    |                    |
| 芬兰             | 芬兰华人                        | 11,825 (2017)                   | 0.21%              |                    |
| 挪威             | 挪威华人                        | 10,487 (2016)                   |                    |                    |
| 冰島             | 冰岛华人                        | 689 (2017)                      |                    |                    |
| 大洋洲           |                                 | 1,500,000                       |                    |                    |
|                  | 澳大利亞華人                    | 1,390,639 (2021)                | 5.5%               |                    |
| 新西兰           | 華裔紐西蘭人                    | 247,770 (2018)                  | 5%                 |                    |
| 斐济             | 斐濟華人                        | 6,000 (2000)                    | 0.5%               |                    |
|                  | 巴布亞新幾內亞華人              | --                              | --                 | --                 |
|                  | 東加華人                        | --                              | --                 | --                 |
| 萨摩亚           | 薩摩亞華人                      | --                              | --                 | --                 |
|                  | 萬那杜華人                      | --                              | --                 | --                 |
| 法屬玻里尼西亞   | 法属波利尼西亚華人              | 35658 (2021)                    | 12%                | --                 |
| 非洲             |                                 | 1,000,000 (2012)                |                    |                    |
| 南非             | 南非華人                        | 300,000–400,000 (2015)          | 0.5–0.7%           |                    |
| 坦桑尼亚         | 坦尚尼亞華人                    | --                              | --                 | --                 |
| 尚比亞           | 尚比亞華人                      | --                              | --                 | --                 |
| 阿尔及利亚       | 阿爾及利亞華人                  | --                              | --                 | --                 |
| 埃及             | 埃及華人                        | --                              | --                 | --                 |
| 摩洛哥           | 摩洛哥華人                      | --                              | --                 | --                 |
| 安哥拉           | 安哥拉華人                      | --                              | --                 | --                 |
|                  | 維德角華人                      | --                              | --                 | --                 |
|                  | 波札那華人                      | --                              | --                 | --                 |
| 喀麦隆           | 喀麥隆華人                      | --                              | --                 | --                 |
| 阿尔及利亚       | 阿尔及利亚华人                  | --                              | --                 | --                 |
| 賴索托           | 賴索托華人                      | --                              | --                 | --                 |
| 奈及利亞         | 奈及利亞華人                    | --                              | --                 | --                 |
|                  | 肯尼亞華人                      | --                              | --                 | --                 |
| 莫桑比克         | 莫三比克華人                    | --                              | --                 | --                 |
| 留尼汪           | 留尼旺華人                      | 25,000 (1999)                   | --                 | --                 |
| 马达加斯加       | 马达加斯加华人                  | --                              | --                 | --                 |
| 模里西斯         | 模里西斯華人                    | 36,830 (2007）                  | 2.9%               | --                 |
| 塞舌尔           | 塞席爾華人                      | --                              | --                 | --                 |

統計數據使用當地政府數據或可信度最佳的估計。百分比可能因人口普查結果或估計結果而有所不同。

### 前二十名海外華人人口
統計數據來自中華民國僑務委員會2005年及2014年的統計結果。
| 國家       | 2014年    | 2014年 | 2005年    | 2005年 | 2005-2014年 | 2005-2014年 |
| ---------- | --------- | ------ | --------- | ------ | ----------- | ----------- |
| 國家       | 人口      | 排名   | 人口      | 排名   | 人口增減    | 增減率      |
| 印度尼西亞 | 8,360,000 | 1      | 7,566,200 | 1      | ▲789,800    | ▲10.4%      |
| 泰國       | 7,000,000 | 2      | 7,053,240 | 2      | ▼53,240     | ▼0.8%       |
| 马来西亚   | 6,580,000 | 3      | 6,187,400 | 3      | ▲392,600    | ▲6.3%       |
| 美国       | 4,550,000 | 4      | 3,376,031 | 4      | ▲1,173,969  | ▲34.8%      |
| 新加坡     | 2,870,000 | 5      | 2,684,900 | 5      | ▲185,100    | ▲6.9%       |
| 加拿大     | 1,580,000 | 6      | 1,612,173 | 6      | ▼32,173     | ▼2.0%       |
| 菲律賓     | 1,500,000 | 7      | 1,146,250 | 9      | ▲353,750    | ▲30.9%      |
| 緬甸       | 1,220,000 | 8      | 1,101,314 | 10     | ▲118,686    | ▲10.8%      |
| 越南       | 1,030,000 | 9      | 1,263,570 | 8      | ▼233,570    | ▼18.5%      |
| 秘魯       | 990,000   | 10     | 1,300,000 | 7      | ▼310,000    | ▼23.8%      |
|            | 950,000   | 11     | 866,200   | 12     | ▲83,800     | ▲9.7%       |
| 日本       | 690,000   | 12     | 519,561   | 13     | ▲170,439    | ▲32.8%      |
|            | 530,000   | 13     | /         | /      | /           | /           |
| 法國       | 500,000   | 14     | 230,515   | 16     | ▲269,485    | ▲116.9%     |
| 俄羅斯     | 490,000   | 15     | 998,000   | 11     | ▼508,000    | ▼50.9%      |
| 英国       | 460,000   | 16     | 296,623   | 15     | ▲163,377    | ▲55.1%      |
| 巴西       | 300,000   | 17     | 151,649   | 19     | ▲148,351    | ▲97.8%      |
| 南非       | 250,000   | 18     | /         | /      | /           | /           |
| 義大利     | 210,000   | 19     | /         | /      | /           | /           |
| 新西兰     | 170,000   | 20     | /         | /      | /           | /           |
| 柬埔寨     | /         | /      | 343,855   | 14     | /           | /           |
|            | /         | /      | 185,765   | 18     | /           | /           |
| 荷蘭       | /         | /      | 144,928   | 20     | /           | /           |

### 美加澳新四国华人人口都会区排名
美国数据为2015年资料，澳大利亚数据为2016年估算资料，新西兰为2013年普查数据，加拿大为2016年统计数据。
| 都会区主城市 | 华裔人口 | 所占比例 | 所属国 |
| ------------ | -------- | -------- | ------ |
| 纽约         | 739,144  | 3.7%     | 美国   |
| 多伦多       | 631,045  | 10.8%    | 加拿大 |
| 洛杉矶       | 528,248  | 4.0%     | 美国   |
| 悉尼         | 488,102  | 10.1%    |        |
| 温哥华       | 474,655  | 19.6%    | 加拿大 |
| 三藩市       | 460,252  | 10.2%    | 美国   |
| 墨尔本       | 356,530  | 7.9%     |        |
| 圣荷西       | 169,026  | 8.8%     | 美国   |
| 波士顿       | 133,241  | 2.8%     | 美国   |
| 奥克兰       | 112,290  | 6.8%     | 新西兰 |
| 芝加哥       | 109,046  | 1.1%     | 美国   |
| 华府         | 105,462  | 1.8%     | 美国   |
| 布里斯本     | 99,632   | 4.4%     |        |
| 珀斯         | 99,293   | 5.1%     |        |
| 西雅图       | 98,949   | 2.7%     | 美国   |
| 卡加利       | 89,670   | 6.5%     | 加拿大 |
| 休士顿       | 86,246   | 1.4%     | 美国   |
| 蒙特利尔     | 85,925   | 2.2%     | 加拿大 |
| 费城         | 82,487   | 1.4%     | 美国   |
| 沙加缅度     | 61,203   | 2.8%     | 美国   |
| 埃德蒙顿     | 60,200   | 4.6%     | 加拿大 |
| 达拉斯       | 57,325   | 0.8%     | 美国   |
| 圣地牙哥     | 56,751   | 1.8%     | 美国   |
| 檀香山       | 53,119   | 5.4%     | 美国   |
| 河滨市       | 51,628   | 1.2%     | 美国   |
| 阿德莱德     | 50,247   | 3.9%     |        |
| 亚特兰大     | 46,859   | 0.8%     | 美国   |
| 渥太华       | 43,775   | 3.4%     | 加拿大 |
| 迈阿密       | 34,210   | 0.6%     | 美国   |
| 波特兰       | 31,533   | 1.4%     | 美国   |
| 拉斯维加斯   | 30,329   | 1.5%     | 美国   |
| 凤凰城       | 28,550   | 0.6%     | 美国   |
| 明尼阿波利斯 | 24,721   | 0.7%     | 美国   |
| 底特律       | 24,524   | 0.6%     | 美国   |
| 巴尔的摩     | 24,092   | 0.9%     | 美国   |
| 坎京         | 22,486   | 5.7%     |        |
| 奥斯汀       | 20,182   | 1.1%     | 美国   |

## 知名人士

### 国王
从14世纪到18世纪，不少华人成为南洋一些国家的国王。明洪武三十年（1397年），旅居三佛齐的華僑一千多人擁戴廣東南海人梁道明爲三佛齊国王。蘭芳共和國是1777年由客家人罗芳伯在東南亞西婆羅洲坤甸建立的公司共和國。1884年，蘭芳公司被荷蘭東印度公司擊敗而滅亡，共經歷107年。

### 政要
近代以来，不乏有华人登上各国政治舞台。国家元首或總理，如圭亚那总统锺亚瑟、苏里南总统陈亚先、新加坡总理李光耀和李显龙父子，柬埔寨首相洪森和泰國首相盈拉·欽那瓦和達新·欽那瓦等。政府高官有日本內閣府特命擔當大臣（消費者及食品安全擔當）蓮舫、马来西亚交通部长林良实、美国交通部部长赵小兰、商务部部长骆家辉、能源部部长朱棣文和美國在台協會台北辦事處處長梅健華等。

### 富商
| 籍贯 | 名称                                                                                    |
| ---- | --------------------------------------------------------------------------------------- |
| 浙商 | 張尊三（日） · 吳錦堂（日） · 胡嘉烈（新）                                              |
| 蘇商 | 王安（美）                                                                              |
| 閩商 | 郭鹤年（馬） · 林绍良（印） · 施至成（菲） · 李光前（新） · 陳嘉庚（新）                |
| 粵商 | 黃馨祥（美） · 叶焕荣（英） · 谢国民（泰） · 陳豐明（柬） · 佘有進（新） · 蘇旭明（泰） |
| 台商 | 蔡崇信（加） · 陳士駿（美）                                                             |

### 艺术家
奥斯卡金像奖华人获奖者可追溯至1956年和1964年美籍华人黄宗霑两度斩获“最佳黑白片摄影奖”。美籍华人金国威導演的《徒手攀岩》獲得2019年奧斯卡最佳紀錄片獎 。
李小龙被认为是将中国武术带入国际动作片的第一人。在上世纪60至70年代，李小龙通过电影展示了华裔角色的强大与自信，打破了西方媒体中对华裔的刻板印象。

## 各地華社及僑商商會

### 华团
亚洲
- 英属印度
  - 广府商至英属印度，和等国就有华团。
- 泰国
  - 泰国中华会馆，主席：李那隆
- 马来西亚
  - 马来西亚华人公会（政党），主席：联邦交通部长拿督斯里魏家祥
  - 砂拉越人民聯合黨（华基政党），主席：砂地方政府与房屋部长拿督沈桂贤
  - 马来西亚中华大会堂总会（华总），总会长：丹斯里吴添泉
  - 董教总（教育）
    - 马来西亚华校董事联合会总会（董总），主席：陈大锦
    - 马来西亚华校教师会总会(教总)，主席：拿督王超群

  - 马来西亚华人姓氏总会联合会，总会长：拿督斯里洪来喜
  - 七大乡团协调委员会[99]，主席：拿督张润安
    - 福联会
    - 客联会
    - 潮联会
    - 广联会
    - 海南联会
    - 广西总会
    - 三江总会

  - 馬來西亞留臺校友會聯合總會，主席：拿督彭慶和
    - 44处属会[100]

  - 马来西亚象棋总会，会长：拿督陈川正
  - 马来西亚居銮客家公会，会长：拿督张麟言，财政：曾祥忠

| 名称                       | 创立时间 | 说明                               |
| -------------------------- | -------- | ---------------------------------- |
| 马来西亚华人公会           | 1949年   | 一个代表马来西亚华人的马来西亚政党 |
| 砂拉越人民联合党           | 1959年   | 马来西亚政党                       |
| 马来西亚华校教师会总会     | 1951年   | 马来西亚华文教育组织               |
| 马来西亚华校董事联合会总会 | 1954年   | 马来西亚华文教育组织               |

美洲
- 美国
  - 美国亚裔社团联合总会（亚总会）
  - 百人会

| 名称           | 创立时间 | 说明                                                                                         |
| -------------- | -------- | -------------------------------------------------------------------------------------------- |
| 致公堂         | 1848年   |                                                                                              |
| 秉公堂         | 1874年   | 源於洪門致公堂，是舊金山華埠五大僑團之一。                                                   |
| 中华公所       | 1882年   |                                                                                              |
| 安良堂         | 1893年   | 在全美20餘個城市設有分會,有超过三万名注册成员，大多数具有商业或工业背景。                    |
| 布禄仑华人协会 | 1988年   | 位于紐約布鲁克林唐人街的一个非牟利機構，有300多名员工。                                      |
| 百人会         | 1990年   | 由贝聿铭创立成員來自商界、政界、學術界及文化界。                                             |
| 美国香港总商会 | 1997年   | 原名“美国香港旅美华人总商会”，美国籍公民成员数量增加，2014年经决议后改称为“美国香港总商会”。 |

欧洲
- 英国
  - 英国华侨华人专业人士联合总会
- 意大利
  - 意大利旅意福建华侨华人同乡总会，会长：刘炳资

### 商会
亚洲
- 泰国中华总商会，主席：陈振治
- 香港中华总商会，會長：蔡冠深
- 日本中華總商会，會長：严浩
- 韩国中华总商会，会长：宋国平
- 菲华商联总会，理事长：黃年榮
- 缅甸中华总商会，会长：吳继垣
- 马来西亚中华总商会（中总），总會長：丹斯里戴良业
- 新加坡中华总商会，會長：黄山忠
- 印尼中华总商会，总主席：纪辉琦[109]

美洲
- 美國華人總商會，會長：程遠
- 美國香港總商會，會長：陳善莊
- 加拿大中華總商會，會長：梁杏娟[108]

欧洲
- 英国福清商会，會長：林强
- 西班牙华商协会，會長：杜林飞

大洋洲
- 澳洲维州中华总商会，會長：苏其源[108]

## 海外境遇
英属印度和東南亞國家的海外華人們已經奠定了他們的商業與財政地位。在北美洲、歐洲與大洋洲，華人所從事的職業則多樣化，範圍從餐飲業到重要類別如醫學、會計、投資、法律、藝術與教育等專業。
华人在各地组织建立了许多華社及僑商商會，较知名的有世界福州十邑同鄉總會、马来西亚华人公会、砂拉越人民聯合黨、董教总、马来西亚华校董事联合会总会、马来西亚华校教师会总会、美国亚裔社团联合总会、百人会、美國香港總商會等。

### 同化
英属印度和欧洲此外，泰國的一些混血华裔多认同泰國人的身份，沒有華人的味道。在緬甸，華人很少與當地人通婚（甚至不與講其它方言的華人通婚），在接受緬甸文化的同时維持華人傳統文化。馬來西亞華人則維持公開的華人身分，並且接受華文教育和保有民間信仰。換句話說，馬來西亞華人始終堅持自己的根源，並無被當地人同化。雖然他們有極少數因轉變信仰（伊斯蘭教）而受同化，但此情況並不常見。
與馬來西亞僅有一水之隔的新加坡，華人在當地佔大多數。新加坡華人語言以英語和華語為主，並與馬來西亞華人一樣，保留不少中華文化。
在菲律賓，很多年輕的海外華人被徹底同化，然而老一輩的華人則傾向被視為「外國人」。
華人也為一些國家帶來中華文化的影響力，如保留部分中華文化的越南；越戰結束後，大批人口逃往海外，未返中國。

### 語言
海外華人使用的語言除了官话及各種漢語外，也會使用居住國的當地語言。西方國家早期的華人移民通常使用粵語，而近期的華人新移民則使用官話居多。在東南亞，南方漢語（主要為閩南語、潮汕語、粵語、客家話、福州语、四邑话等）則最常被使用。印尼與緬甸皆禁止國民以外文（包括華文）命名；尤其於印尼，華人進入政府工作的前提是懂得印尼語及不通華文。惟至2003年，印尼政府同意海外華人在出生證明上用他們的華文名字或華文姓氏。在越南，華文姓名以越南文拼寫。大多數情況越南人與華人姓名沒有明顯差別。在西方國家，華人普遍使用羅馬字母來拼寫中文姓名，或加上英文名稱（如Amy Chu），而名字使用所在國通用的名字的情況也很普遍。

### 歧视
海外華人、华侨會受到敵對的眼光與歧視。如1998年印尼排華事件與馬來西亞的五一三事件。在美國與加拿大，很多職業與鐵路相關的北美海外華人於十九世紀深受種族歧視之害。儘管今日有些不平等的法律已經廢除或不復施行，但兩個國家都曾經立法禁止華人入境移民，如美國有排華法案，加拿大有1923年華人移民法案。

## 與中国的關係
華侨政策以1860年为界可分为前、后两个时期：前期禁止中国人移居国外，限制华侨归国，对海外华侨进行防范与漠视；后期抛弃消极放任政策，对华侨实行保护和监督政策。中華民國與中華人民共和國皆與海外華人有著高度且複雜的關係，皆成立中央部會（僑務委員會及國務院僑務辦公室）來處理海外華人事務。中华全国归国华侨联合会是由中華人民共和國归侨、侨眷组成的全国性人民团体和非政府組織，是参加中国人民政治协商会议的人民团体。

### 侨汇
僑匯是指国际移民将其在国外所得的部分收入向来源国家庭或社区进行的财务或实物转移。侨汇收入曾经是中国外汇的重要来源渠道之一。華侨在1911年为辛亥革命供應了絕大部分革命資金。据海关关册统计，1868～1936年中国外贸入超额累计50亿美元，而同期侨汇总数为24.4亿美元，接近外贸入超额的一半。二战时期，海外华人也提供了中華民國大量财力，支持抗日事业。如1937年侨汇4.74亿元国币，外贸入超1.15亿元，侨汇占入超411%；1938年侨汇6.44亿元，外贸入超1.24 亿元，侨汇占入超521%。这种状况持续到1941年底太平洋战争爆发南洋沦陷前。国民政府依靠侨汇弥补了外贸入超，还利用这些外汇购买军火等战略物资用于抗日。然而由于国共内战，恶性通货膨胀，外汇价格一日数变华侨汇款回国，常遭25%～50%的损失。据统计，1946年中国银行和广东省银行收入侨汇总数约3000万美元，1947年降至1000多万美元，1948年不足500万美元，1949年侨汇几乎断绝。
中华人民共和国成立后，经济条件很差，侨汇是外汇收入的主要来源之一。但出于对中国共产党的疑虑和恐慌，侨汇在1951年达到1.86亿美元后不断减少，在1962年下降至0.5亿多美元，达到历史最低点。为扭转侨汇严重下降局面，中国政府连续颁布多个文件争取侨汇，侨汇因此从60年代中后期到70年代末一直呈上升趋势。到20世纪末，进入中国的外资中60～70%是港台资本，直接来自东南亚华人的资本不到4%。2007年以来，侨汇规模相当于外资规模的50%左右。《世界移民报告2020》称，中国2018年接收的侨汇金额超过670亿美元，成为继印度之后全世界第二大侨汇汇入国。来自中国的移民数量是继来自印度和墨西哥的移民数量之后，世界第三大出生于居住国以外地区的移民群体。

### 归侨

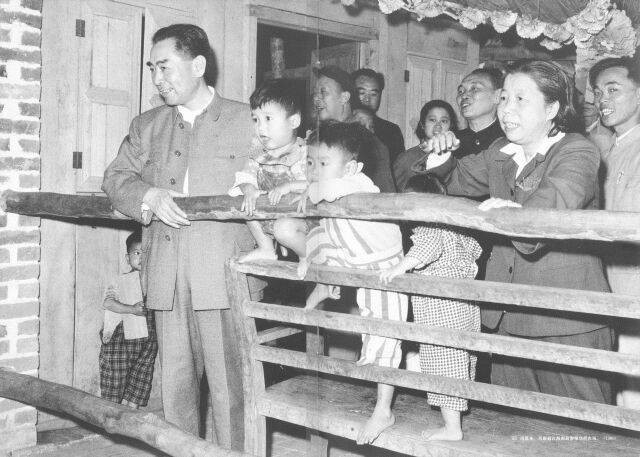
1960年2月，周恩来、邓颖超参观海南兴隆华侨农场

歸國華僑简称歸僑是指海外華僑回到中國作為自己的長期或終身居住地。二战时期有数万华侨回国参战。当时中華民國空軍战斗机飞行员中华侨後裔几乎占了四分之三，中華人民共和國开国上将叶飞即是菲律宾归侨，曾参与指挥车桥战役。
中華民國保障海外華僑在立法機關的席次與華僑（僑居國外國民）的選舉名額。這些名額由中華民國各個政黨在立法院選舉（國會改選）時之「政黨票」獲得的票數比例來分配（僑選立委席次計入全國不分區，兩者共選出34席）。大多數當選人具有雙重國籍，惟於上任前必須放棄外國國籍，成為完全中華民國國民。
1950~70年代，东南亚华侨为躲避当地排华政策的危害，纷纷返回中国。中国政府成立“华侨事务委员会”，协调与海外华人关系密切的广东、福建、广西、云南等地，新建、扩建了多个华侨农场以紧急安置华侨。
归侨在中华人民共和国占有重要地位，实业家陈嘉庚曾出任中華人民共和國政协副主席一职。不过，中華人民共和國到了文革时期，与海外华人的联系受到严重影响，当时有海外关系甚至会受批斗，许多归侨都受到不公正的待遇。改革开放后，對海外華人的政策恢复到原有水准并得到加强。在1980年代，中華人民共和國嘗試積極地在其它方面尋求海外華人的支持，尋求他們的技術與資金來幫助發展。現在，很多海外華人投資中國大陸，提供了包括財政來源、社會與文化網路、互相交流與機會。今日在中華人民共和國，全國人民代表大會設有歸國華僑的席次。

### 僑生

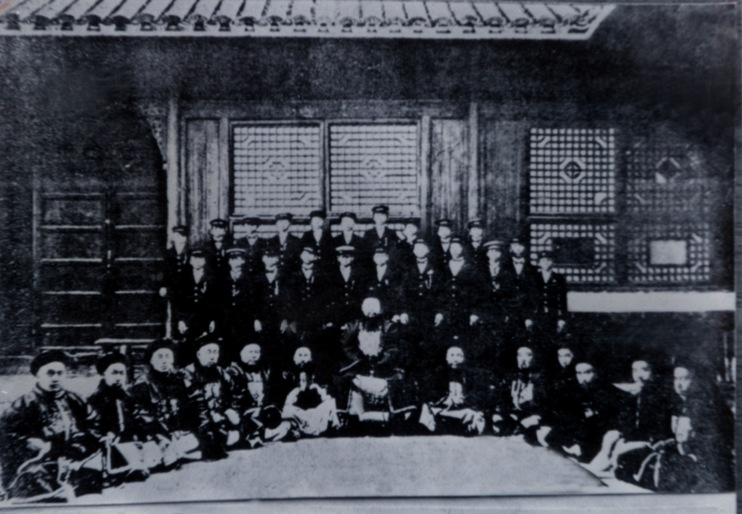
1907年清朝兩江總督端方和暨南學堂第一批回國學生合影

僑生指回到祖國就學的華僑學生。从1949年至1958年，先后回中国大陆的侨生有5万人左右。侨生集中的北京、集美、广州、汕头、南宁、昆明和武汉等七个城市设立了“归国华侨学生中等补习学校”，集中接收新回国的华侨学生。从印尼回国的华侨学生在临行前，都会被当地政府要求簽字承诺永远不再回印尼，并在护照上写下（同意永远不再回印度尼西亚）。
据《2008年中華人民共和國普通高等學校聯合招收華僑、港澳地區及台灣省學生簡章》公布，中国大陆先后在北京、上海、福州、厦门、广州、香港、澳门等地开设报名和考试地点。被普通高等学校录取的华侨学生与内地学生一样缴纳学费和杂费，学生毕业后，原则上应返回原居住地。在台湾方面，据《僑生回國就學及輔導辦法》，畢業僑生后除原在臺設有戶籍者外，應一律返回僑居地。

### 撤離
1911年拉美发生排华暴乱，清政府电令正在北大西洋海域游弋的重巡洋舰海圻号前往古巴，古巴总统拜谒舰长程璧光时表示:“古巴军民决不会歧视华侨。”墨西哥政府就排华事件正式向清政府赔礼道歉，承诺偿付受害侨民生命财产损失，缉捕暴民。但中华民国成立后，墨西哥的一些承诺便不了了之。1918年至1921年俄国内战期间，中华民国北京政府组织力量从西伯利亚撤回3万多外侨，这是中国历史上首次大规模武装撤侨。中华人民共和国成立后，组织了多次海外撤侨。其中1960年从印尼接回6万多华侨。2011年利比亚撤侨行动中，撤侨3.6万多人，包括所有在利比亚持中国护照的官员、学生、商人、中资企业人员、外派劳工、旅客、游客，以及主动要求回国避难的利比亚籍华人。